# Spreewaldkrimi: Die Sturmnacht
Die Sturmnacht ist ein deutscher Fernsehfilm von Christoph Stark aus dem Jahr 2015. Der achte Film aus der Kriminalfilmreihe Spreewaldkrimi hatte am 29. Juni 2015 beim Festival des deutschen Films seine Premiere, wurde am 22. November 2015 auf ZDFneo erstausgestrahlt und am darauffolgenden Montag im ZDF als „Fernsehfilm der Woche“ gezeigt.

## Handlung
Kommissar Krüger soll das Verschwinden von drei Filmstudenten aufklären, die im Hochwald einen Film über Sagen und Legenden des Spreewalds drehen wollten. Nach einem Unwetter sind sie nicht zurückgekehrt und der Kommissar hat nur ihren Laptop, auf dem die gedrehten Filmszenen gespeichert sind.
Krüger stößt auch gleich auf eine alte Geschichte, als vor fünfzehn Jahren zwei junge Frauen nach einer Hochzeitsfeier plötzlich verschwunden waren. Dafür wurde die Sagenfigur Nix verantwortlich gemacht, die unter Wasser lebt und der Legende nach zwei Müllerburschen getötet hatte, die seine beiden Töchter verführen wollten. So wie es aussieht, waren die Studenten Mirko Wächter, Laura Düren und Dennis Kaufmann genau diesem Mythos auf der Spur.
Während der Ortspolizist Fichte die Filmszenen für reine Inszenierung hält, findet es Kommissar Krüger schon merkwürdig, dass sich die drei genau in dem Haus eingemietet hatten, in dem die beiden verschwundenen Frauen damals zuletzt gesehen wurden. Und nun verschwinden sie selbst an genau diesem Ort. Krüger spricht mit dem verantwortlichen Ermittler, der den Fall vor fünfzehn Jahren nicht lösen konnte, und befragt auch Sebastian Fähnrich, dessen Frau eine der beiden Verschwundenen gewesen war. Nach Durchsicht der Filmszenen ist dem Kommissar klar, dass genau dieser alte Vermisstenfall auch die drei Studenten beschäftigte und möglicherweise sogar der eigentliche Grund dafür war, den Film zu drehen. Weitere Recherchen bringen zutage, dass der Student Mirko Wächter der uneheliche Sohn der damals verschwundenen Astrid Kamper ist. Sein Vater hatte den damals Neunjährigen zu sich genommen, und nun war dieser in den Spreewald zurückgekehrt, um das Verschwinden seiner Mutter aufzuklären. Da er dem vermeintlichen Mörder immer näher kam, brachte die jungen Leute dies nun in Lebensgefahr. Für Wächter stand fest, dass nur Fähnrich als Mörder seiner Mutter in Frage kam, doch die Nachforschungen brachten Unruhe in diese Familie, und Sohn Peter wollte seine Familie nicht so einfach von anderen kaputt machen lassen. Er sperrte die drei Studenten in einem Erdkeller ein, der mittlerweile aufgrund der anhaltenden Regenfälle zu fluten droht.
Als Kommissar Krüger die Zusammenhänge herausfindet, ist es bereits zu spät. Alle drei können erst nach dem Auspumpen der Kellerräume tot geborgen werden. Von dieser Tragödie schockiert, die sein Sohn verschuldet hat, bricht Sebastian Fähnrich sein Schweigen und verrät der Polizei, wo er die Leichen von seiner Frau und ihrer Freundin seinerzeit versteckt hatte.

## Hintergrund
Die Dreharbeiten erfolgten in Brandenburg an Originalschauplätzen im Spreewald unter dem Arbeitstitel Das Nix-Projekt.

## Rezeption

### Einschaltquote
Die Erstausstrahlung von Die Sturmnacht am 22. November 2015 erfolgte bei ZDFneo. Am 23. November 2015 wurde die Folge im ZDF ausgestrahlt und
von 4,89 Millionen Zuschauern gesehen. Sie erreichte einen Marktanteil von 14,7 Prozent für das ZDF.

### Kritik
Rainer Tittelbach von tittelbach.tv wertete: „Autor Thomas Kirchner lässt in ‚Die Sturmnacht‘ im beeindruckenden herbstlichen Dauernass die Realitätsebenen noch stärker verschwimmen als bisher, indem er eine Film-im-Film-Ebene in die Handlung einzieht. […] Der lyrisch balladenhaft strukturierte Film von Christoph Stark fordert eine weniger diskursive Rezeption und setzt stärker auf das assoziative Moment. So kommen sich Film und Zuschauer so nahe wie selten im Fernsehen.“
Bei der Frankfurter Neue Presse schrieb Ulrich Feld: „Der achte ‚Spreewald-Krimi‘ entfaltet durch seine Struktur und Bilder eine Magie, der man sich kaum entziehen kann.“ „Drehbuchautor Thomas Kirchner, Regisseur Christoph Stark und vor allem Kameramann Frank Blau erzählen die Handlung nicht linear, sondern lassen die Erzählebenen auf geniale Weise buchstäblich immer wieder ineinander verschwimmen. Immer wieder wechselt die Perspektive von der Fiktion zur Realität, von aufgenommenen Bildern zu tatsächlichen Ereignissen.“
Sidney Schering urteilte für Quotenmeter.de: „Der Spreewald ist in den Bildern des Kameramanns Frank Blau stets klamm, herbstlich-kühl und von einem schneidenden Wind durchzogen. Orientierung ist in diesem blau-grau-schwarzen, nassen Dickicht kaum möglich, womit die Bildästhetik und das Storytelling Hand in Hand gehen: ‚Die Sturmnacht‘ ist ein komplexes, einfallsreiches Labyrinth, ohne je die pseudo-philosophischen Tricks anzuwenden, durch jene die schwächeren Ausgaben dieser Krimireihe solche Enttäuschungen wurden.“
Die Kritiker der Fernsehzeitschrift TV Spielfilm meinten zu diesem Krimi: „Auf das Spiel mit den Zeit- und Fiktionsebenen muss man sich einlassen. Aber: Es lohnt sich!“ Fazit: „Kühn konstruiert und durchdacht umgesetzt.“